# SOR Libchavy
Pour les articles homonymes, voir Sor.

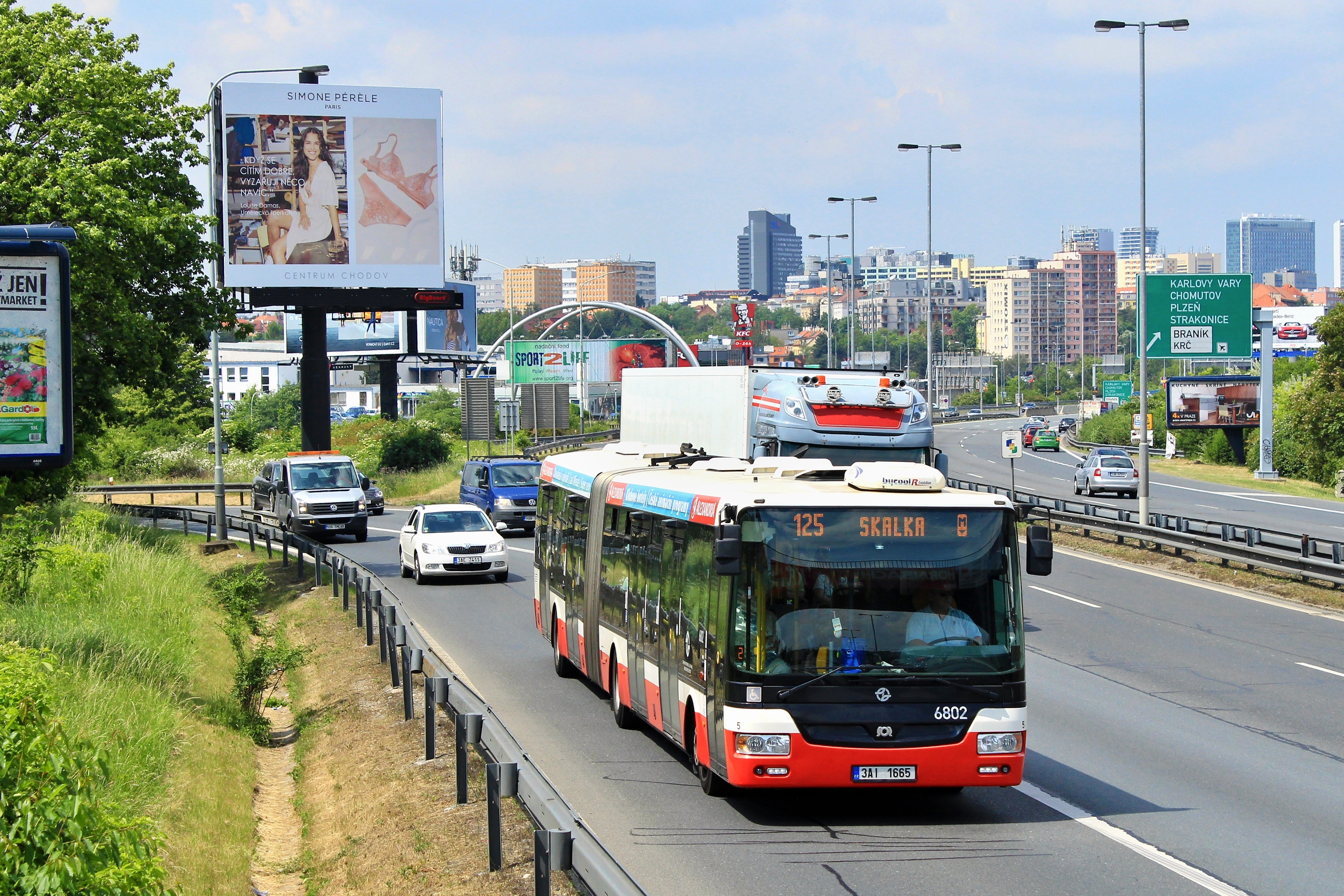
SOR NB 18 à Prague, République tchèque

SOR Libchavy est une entreprise tchèque fondée en 1991. Elle fabrique des autobus et trolleybus en Europe.